# エスノバーブ

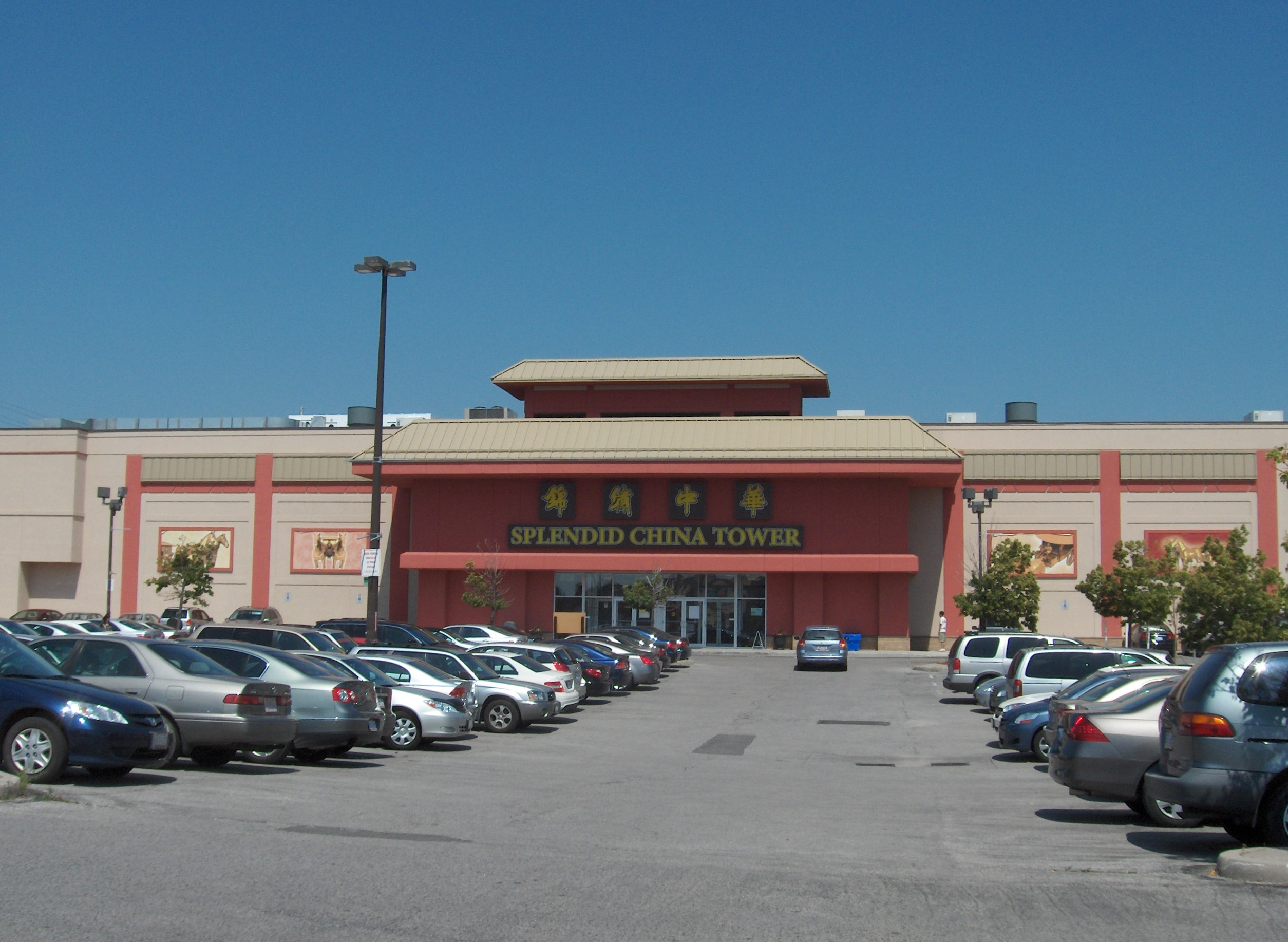
スプレンディッド・チャイナ・モール。オンタリオ州トロント郊外、スカーバロー地区にある中華系ショッピングモールである。

エスノバーブ（英: Ethnoburb）は、特定の少数派エスニック集団が顕著に集積している郊外地区のことである。これらの集団は地域の多数派を占めるわけではないが、人口におけるかなりの割合を占めている。これらのエスニック集団の文化慣習は、当地の社会地理に大きく影響する。エスノバーブの存在は、エスニック集団の構成員が自らのアイデンティティを維持することを助けているが、それによって主流の文化や社会に完全に同化する能力が制限されることもある。
「エスノバーブ」という用語は、1997年、コネチカット大学で地理学とアジア系アメリカ人研究の助教授を勤めていた李唯により、ロサンゼルス郊外の中国人人口を調査した論文の中で提唱された。彼女はさらに、Ethnoburb versus Chinatown: Two Types of Urban Ethnic Communities in Los Angeles.(エスノバーブ対チャイナタウン：ロサンゼルスにおける2つのエスニックコミュニティ)において、従来のチャイナタウンと中国人エスノバーブの差異を調査、叙述している。エスノバーブを構成するエスニック集団の経済的地位は低いとは限らず、経済的地位の高い、裕福な構成員により、地価の高い居住区やコミュニティの中に当該の郊外地域が形成されていることもある。エスノバーブについて検討する際に期待できる単一の図式というものは存在せず、経済的地位や文化的同化の度合いといった地区の社会的特徴は、地域によって大きく異なる。
エスノバーブは国際政治経済やアメリカ国内政治の変化、個人や地域とつながる居住区の人口動態の変化といった理由により、独立した存在ないし複合的な存在として出現する。こうしたコミュニティはグローバルな主流経済と強く結びついており、住民の社会経済的な地位を高めることに役立っている。エスノバーブは移民がコミュニティのネットワークを用いて経済活動を行える場所であり、社会的なハブとして機能している。こうしたエスノバーブの定義は、社会学者のウィルソンとポーティスが提唱したエスニック・エンクレイブの概念とも類似している。エスノバーブの形成は都市の文化や政治にも影響する。サンフランシスコ、バンクーバー、トロント、ニューヨーク、フィラデルフィア、ワシントンD.C.、サンガブリエル・バレーに代表される、アメリカ・カナダの多くの都市において、中国系の移民が大規模な家屋や中国人向けモールを建設し、コミュニティの景観を変化させる現象が発生している。